# Горбонос, Зиновий Викторович
Зиновий Викторович Горбонос (24 января 1921, Валява, Кременчугская губерния — 12 июля 2011, Черкассы) — советский хозяйственный, государственный и политический деятель, Герой Социалистического Труда.

## Биография
Родился 24 января 1921 года в селе Валява. Член КПСС.
Водитель отдельного автотранспортного батальона на Дальнем Востоке, участник Великой Отечественной войны, водитель автомобиля ЗИС-5 в 721-й зенитно-артиллерийский полку 14-й зенитной дивизии резерва главного командования, участник советско-японской войны. С 1949 года — на хозяйственной, общественной и политической работе. В 1949—1981 годах — водитель 1-го класса в грузовых автотранспортных предприятиях города Черкассы, бригадир водителей Черкасского автотранспортного предприятия № 23662 Украинской ССР.
Указом Президиума Верховного Совета СССР от 4 мая 1971 года присвоено звание Героя Социалистического Труда с вручением ордена Ленина и золотой медали «Серп и Молот».
Делегат XXV съезда КПСС.
Умер 12 июля 2011 года в Черкассах.